# Hexenprozesse in der Grafschaft Werdenfels

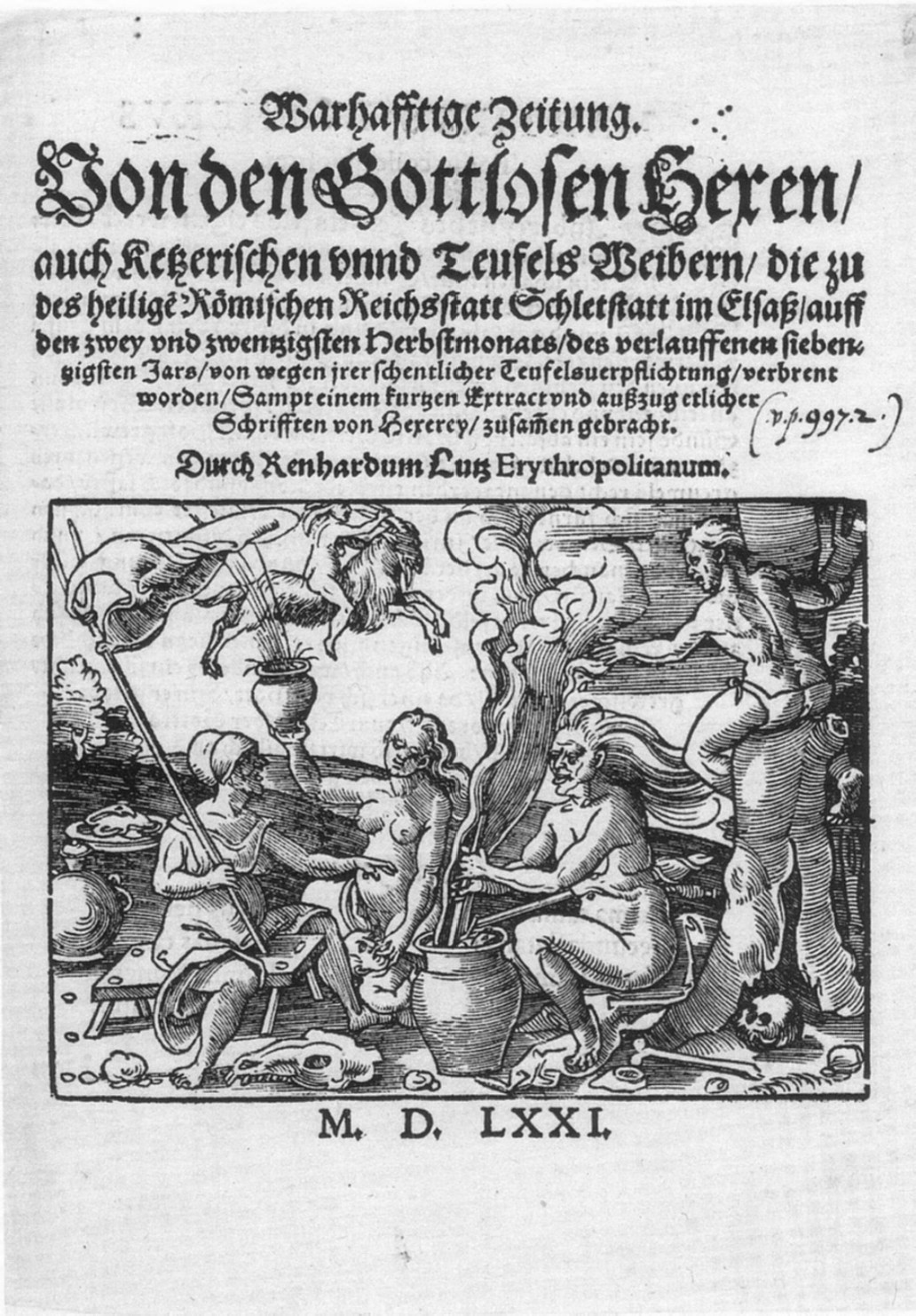
Warhafftige Zeitung von den gottlosen Hexen, 1571

Das territoriale Umfeld der Grafschaft Werdenfels (rot markiert) im Jahre 1789

Durch die Hexenprozesse in der Grafschaft Werdenfels von 1589 bis 1596 starben 51 Menschen (50 Frauen und 1 Mann) in der ehemaligen Grafschaft Werdenfels im heutigen Landkreis Garmisch-Partenkirchen. Davon stammten 33 Personen aus Garmisch, 11 aus Partenkirchen und 7 aus Mittenwald. 48 Frauen und ein Mann wurden wegen Hexerei zum Tode verurteilt und in Garmisch hingerichtet. Zwei Frauen starben während ihrer Haft, wovon eine Selbstmord beging. Außerdem wurden ca. 127 weitere Personen der Hexerei beschuldigt und zum Teil auch inhaftiert, sodass es bei dieser Hexenverfolgung insgesamt ca. 178 Opfer gab.

## Übersicht

### Grafschaft Werdenfels
1249 wechselten die Burg Werdenfels und die Feste Falkenstein mit ihrem Umland für 250 Pfund Augsburger Münzen den Besitzer. Ritter Schweiker von Mindelberg verkaufte sein Vermögen im oberen Loisachtal an Bischof Konrad von Freising. Dazu gehörten neben den zwei Burgen die Wälder und Berge zwischen Plansee und Partnach sowie von der Zugspitze bis zum „Hängenden Stein“ bei Oberau. Ebenso gingen die Fischwasser der Loisach sowie des Eibsees an den Bischof. Bis zu diesem Zeitpunkt war der Freisinger Bischofsstaat im oberen Loisachtal durch bloße Grundherrschaft in Erscheinung getreten. Jetzt rückte er zur Gerichts- und Verwaltungsmacht auf, der drei Dörfer unterstanden: Germarsgau (Garmisch), Aschau und Vorchhaidt (Farchant). Auf der Burg zog ein Ritter als Burghüter und Richter ein.
1294 dehnte der Freisinger Bischof Emicho durch Käufe die Macht des Hochstifts Freising im obern Loisach- und Isartal entscheidend aus. Vom letzten Grafen von Eschenlohe erwarb das Hochstift die Märkte Partenkirchen und Mittenwald sowie das Isartal und das Karwendelgebirge. Die Freisinger fassten ihre gesamten Besitztümer zur Grafschaft Werdenfels zusammen, die damit das größte Teilterritorium des Hochstifts Freising wurde.

### Bevölkerung
Im ausgehenden 16. Jahrhundert waren in der Gebirgsregion des Werdenfelser Landes die einheimischen Bauern sehr verarmt. Jedoch kamen auf Grund der günstigen Verkehrslage an der Handelsstraße zwischen Venedig und Augsburg die Kaufleute zu bescheidenem Wohlstand. Das Bild der Bevölkerung rundeten die Handwerker und die vielen Knechte und Mägde ab. In den drei Gerichtsorten Garmisch, Partenkirchen und Mittenwald gab es Marktschreiber und jeweils 24 nebenberufliche Richter, die sogenannten Urteiler. Das Hochstift Freising bestellte einen Pfleger; für das Seelenheil sorgten Pfarrer, Kaplane und Benefiziaten. Mehr als viereinhalb- bis fünfeinhalbtausend Menschen konnte das Werdenfelser Land bis zum Beginn des 19. Jahrhunderts nicht ernähren.
Während für die niedere Gerichtsbarkeit die örtlichen Gerichte alleine zuständig waren, wurden Malefizsachen, also Delikte, die mit der Todesstrafe geahndet werden konnten, vor dem Landgericht verhandelt, dessen Leiter vom Fürstbischof aus dem Kreis der gewählten Richter ernannt wurde. Traditionell fiel diese Wahl auf den Garmischer Richter, dem der Landesherr den Blutbann verlieh. Das Landgericht tagte in unterschiedlich großer Besetzung, bei wichtigen Angelegenheiten mit sämtlichen 72 Urteilern aus allen drei Gerichtsorten. Damit verfügten die Werdenfelser über Beteiligungsrechte in strafrechtlichen Angelegenheiten, die weit über das Übliche hinausgingen – auch im Vergleich zu den anderen Freisinger Territorien. Abweichend von dieser Regelung wurden die Hexenprozesse des 16. Jahrhunderts nicht vom gewählten Richter, sondern vom Pfleger geführt, der als Beamter die Interessen des Landesherrn vertrat.
Eine weitere Besonderheit des Werdenfelser Strafrechts war die Regelung, dass das bewegliche Vermögen der Verurteilten nicht wie sonst üblich an die Erben, sondern an den Landesherrn fiel.
Trotz der Christianisierung im 8. Jahrhundert war in der Bevölkerung der überlieferte Aberglaube Jahrhunderte lang wachgeblieben. In vielen Naturphänomenen wie zum Beispiel dem Föhnwind sahen die Menschen ein Spiel des Teufels und von Dämonen. „Blaser“, Personen, die Warzen zum Verschwinden bringen und kranke Tiere heilen, haben sich bis in die heutige Zeit in der Gegend um Garmisch-Partenkirchen gehalten. Es lag zu damaliger Zeit der Verdacht nahe, dass dieser Personenkreis Mensch und Tier mit Hilfe böser Mächte schaden könnte. Bei einer Verurteilung dieser Menschen ließ das damalige Recht kein anderes Urteil als die Todesstrafe zu.

## Prozesse

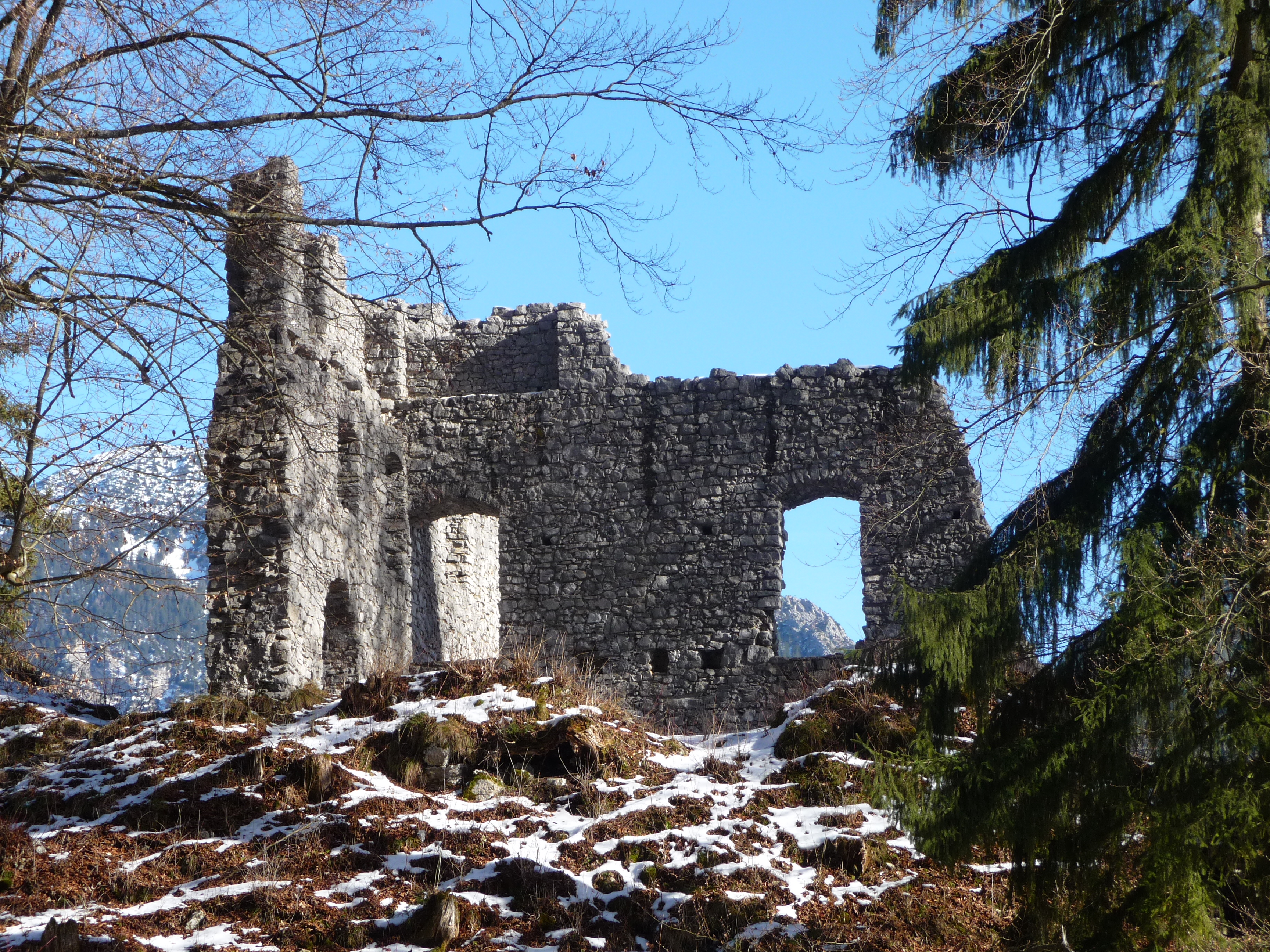
Die Burgruine Werdenfels

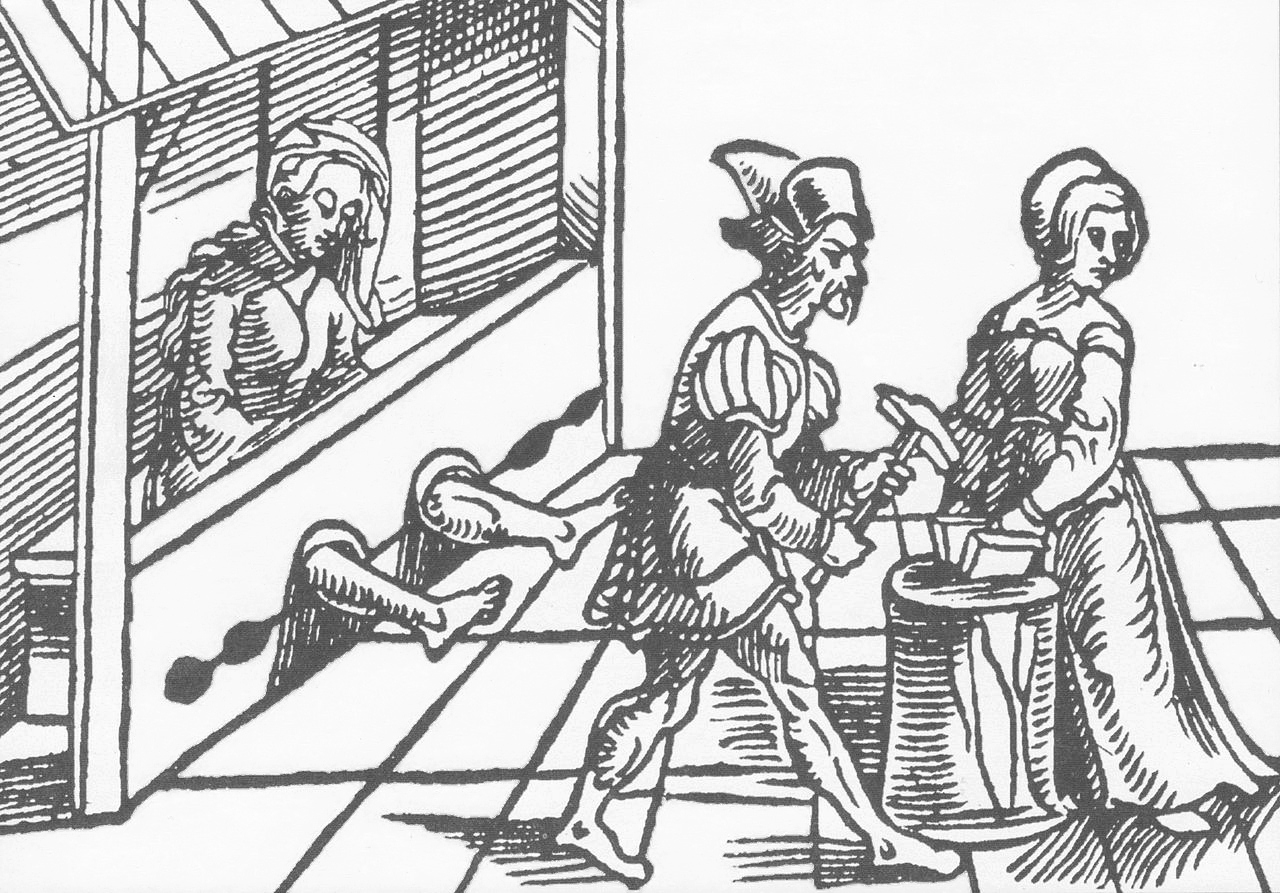
Die Folter von Hexen, etwa um 1590

| Gruppe             | 1589 | 1590 | 1591 | Gesamt |
| ------------------ | ---- | ---- | ---- | ------ |
| Hingerichtete      | 0    | 46   | 3    | 49     |
| In Haft Gestorbene | 1    | 1    | 0    | 2      |
| Insgesamt          | 1    | 47   | 3    | 51     |

### Einleitung
Die Akten der Werdenfelser Hexenprozesse sind bis heute erhalten geblieben. Sie enthalten viele genealogische Hinweise zu den 51 verurteilten Personen und weiteren 127 Beschuldigten, die zum Teil monatelang inhaftiert waren und später freigelassen wurden. Des Weiteren sind 124 von vermeintlichen Hexen geschädigte Personen aufgeführt sowie 650 Menschen, die in die Prozesse verwickelt waren.
1583 wurde der leicht beeinflussbare Caspar Poißl von Atzenzell neuer Pfleger in der Grafschaft Werdenfels. Die Bewohner des Landes waren schon die Jahre zuvor sehr unruhig. Pestepidemien, Krankheiten, Hagelschauer, der die Felder verwüstete, und verendete Tiere verängstigten die Allgemeinheit. Im Pestjahr 1574 verlor zum Beispiel die Partenkirchnerin Ursula Thurn mehrere Kinder.
Poißls Vorgänger Herwart von Hohenburg übte bei Anschuldigungen von Hexerei noch einen mäßigenden Einfluss aus. Am 23. April 1581 erreichten Gerüchte über Hexerei den ersten Höhepunkt. Eine Wahrsagerin aus Ettringen in der Grafschaft Schwabeck sagte der kranken Müllerin von Garmisch, dass böse Leute ihr die Krankheit angehängt hätten, wobei sie die 80-jährige Elisabeth Schlamp aus Garmisch in Verdacht hatte. Kurz darauf ging in Garmisch ein heftiger Hagelschlag nieder, den der Gerichtsprokurator, der Bruder der Müllerin, Elisabeth Schlamp zuschrieb. Am 20. Mai ließ der Gerichtsprokurator vier Personen verhören, die mit der vermutlichen Hexe Kontakt hatten. Diese Aussagen waren jedoch wenig stichhaltig und Pfleger Herwart meldete diesen Vorgang nach Freising. Die Antwort war, gegen Schlamp nicht zu prozessieren, andererseits sollte der Pfleger heimlich Nachforschungen zu dieser Person unternehmen. Die Garmischer waren damit nicht zufrieden und brachten weitere Zeugen aus Garmisch und Partenkirchen vor und forderten, Schlamp sofort festzunehmen. Nach diesen Forderungen wollte der Pfleger die todkranke Frau verhören, diese war jedoch nicht mehr vernehmungsfähig. Im Anschluss steigerte sich die Hetze gegen die Schlamp und andere Personen immer mehr, bis sich der Pfleger genötigt sah, einen weiteren Bericht nach Freising zu schicken, in dem er sich beklagte: „Wann Eure Gunst und Gnaden kein anderes Einsehen und Fürsehung tun, so wird ein großer Unruh folgen…“

### Erste Verurteilungen
Die aufgebrachte Garmischer Bevölkerung stieß bei dem neuen Pfleger Poißl auf offene Ohren. Der Eibseefischer Hans Ostler hatte viel krankes Vieh und der Rahm der Kühe ließ sich nicht buttern. Der Fischer verdächtigte die aus Tirol stammende 55-jährige Ursula Klöck der Hexerei. Mang Resenberger, der schon gegen die Schlamp als Zeuge ausgesagt hatte, gab dem Fischer den Tipp, einen Tontopf mit Wasser so lange zu kochen, bis er zerspringe. Der Mensch, der als Nächstes sein Haus betrete, würde derjenige sein, der ihm den Schaden zufüge. Der Fischer ließ daraufhin einen mit Wasser gefüllten Tontopf zwei Tage bis zum Zerspringen sieden. Zufällig kam die Klöck an seinem Anwesen vorbei, die sich mit dem Fischer aussprechen wollte. Hans Ostler hatte auf diesen Vorfall hin keine Zweifel mehr: Ursula Klöck sei die Hexe, die seinem Vieh Schaden zufügte. Als diese Geschichte bekannt wurde, begannen die Garmischer abermals unruhig zu werden und brachten diese Beschuldigungen dem Pfleger vor.
Am Abend des 28. September 1589 ließ Pfleger Poißl die Beschuldigte Ursula Klöck in das Garmischer Amtshaus abführen. Die Zahl der Gefangenen erhöhte sich am 8. Oktober auf drei Frauen. Die alte, oftmals beschuldigte Elisabeth Schlamp sowie ihre ledig gebliebene Tochter, die etwa 45-jährige Apollonia Schlamp, wurden ebenfalls auf Anweisungen Poißls festgenommen.
Alle drei Frauen begutachtete der erfahrene Schongauer Scharfrichter und Hexenfinder Jörg Abriel, der Pfleger Poißl schrieb an seine Vorgesetzten über dessen Urteil: „… alle drei Weiber als Unholde befunden, weil er an ihnen das Teufelszeichen wirklich entdeckt habe.“ Anschließend wurden die Frauen gütlich, das heißt ohne Folter, vernommen. Bei dieser Vernehmung zeigten sich die Gefangenen sehr verstockt und gaben nur zu Protokoll, dass es noch mehr solcher Frauen in der Grafschaft gäbe. Meister Jörg schrieb diese Verstocktheit dem Umstand zu, dass das Essen der Frauen nicht mit Weihwasser und geweihtem Salz gekocht wurde. Der Pfleger nahm sich diese Rüge so zu Herzen, dass er später allen der Hexerei bezichtigten Personen das Essen nach Rezept des Scharfrichters zubereiten ließ.
Nach einer Anfrage des Werdenfelser Pflegers bekam er am 20. Oktober 1589 die Genehmigung der Regierung, die Beschuldigten peinlich zu befragen. Damit war für Poißl der Weg zur Folterung frei. Zuerst befragte er die Frauen noch ohne Folter, bekam allerdings keine Geständnisse. Nach einer weiteren Anfrage bekam er am 30. Oktober von der Regierung nochmals die Genehmigung zur Folterung und ließ wiederum Jörg Abriel in die Grafschaft rufen, um sie zu vollziehen.
Mit der peinlichen Befragung pressten Abriel und der Pfleger Geständnisse aus den Frauen heraus. Ursula Klöck beschuldigte dabei ihre eigene Schwester, Barbara Achrainer, der Hexerei. Achrainer wurde am 21. November in Haft genommen. Am 4. Dezember wurden Klöck und die beiden Schlamps in den Kerker der Burg Werdenfels gebracht, Achrainer folgte dorthin am 15. Dezember. Unter Folter beschuldigten Ursula Klöck, Elisabeth Schlamp und Barbara Achrainer die 60-jährige Margarethe Gattinger aus Hammersbach ebenfalls der Mittäterschaft. Nach weiteren Zeugenaussagen stand einer Verhaftung Gattingers am 17. Dezember 1589 nichts mehr im Wege. Sie wurde sofort auf die Burg gebracht und von zwei Hexenfindern, Jörg Abriel und dem Scharfrichter aus Hall in Tirol, begutachtet und gefoltert, da sie in ihr eine des Zauberns mächtige Person erkannten. Zu dieser peinlichen Befragung hatte der Pfleger keine Genehmigung der Freisinger Regierung.
Am 21. Dezember 1589 nahm sich Gattinger mit einem abgerissenen Schurzsaum das Leben. Da die beiden Hexenfinder über Weihnachten die Grafschaft verlassen hatten, musste die Leiche mehrere Tage in der Burg verbleiben, bis sie nach den Feiertagen vom Biberacher Hexenfinder Meister Christoph verbrannt werden konnte. Die nachträgliche Hinrichtung durch Verbrennung kann als Zeichen dafür gesehen werden, dass die Gattingerin als der Hexerei überführt betrachtet wurde. Nach Ansicht der Hexenfinder sollte mit der Verbrennung die Gefahr gebannt werden, dass mit dem Leichnam andere Hexen Zauberei üben. Für die übrigen vier Gefangenen hatte der Suizid zur Folge, dass ihnen sofort neue Ketten angelegt wurden. Die Gattingerin bezichtigte vor ihrem Tod ebenso wie Ursula Klöck unter Folter weitere Frauen der Hexerei. Aus Freising erging am 12. Januar 1590 der Befehl, das Vermögen der vier Gefangenen einzuziehen. Als Tag, an dem die Frauen hingerichtet werden sollten, setzte der Pfleger den 5. Februar 1590, den ersten Sonntag nach Maria Lichtmeß, fest. Er bat die Regierung, die Todesstrafe abzumildern und die Hexen durch Erwürgen zu töten und anschließend zu verbrennen. Am 31. Januar kam die Bestätigung des Urteils aus Freising.
Am sogenannten 1. Malefizrechtstag wurden die vier Frauen dem versammelten Gericht vorgestellt. Das Gericht hielt eine Rede an das anwesende Volk, in der jeder Hinweis auf Beweise der aufgezählten Missetaten fehlte. In der Rede wurden ausschließlich die herausgepressten Geständnisse der Verurteilten vorgelesen. Anschließend vollstreckte ein Henker das Urteil und die Frauen wurden bei lebendigem Leibe verbrannt. Der Abmilderung der Strafe wurde also nicht stattgegeben.
Dies war nur der Anfang der Prozesse und die Sicherheit jedes einzelnen Bewohners des Werdenfelser Landes schien in Gefahr zu sein.

### 2. Malefizrechtstag
Nach dem 1. Malefizrechtstag waren bis zum Ende der Karwoche neun Personen in Haft genommen worden. Zu dieser Zeit wurden wieder die bekannten Hexenfinder und Scharfrichter Meister Jörg Abriel aus Schongau und Christoph von Biberach in die Grafschaft geholt. Neu hinzugekommen war der Jung-Scharfrichter Jakob von Biberach. Am Osterabend begannen die Scharfrichter mit dem Begutachten der Verdächtigen, die daraufhin am 25. April 1590 in den Kerker der Burg Werdenfels gebracht wurden. Einen Tag später begann die peinliche Befragung der Frauen, die bis zum 4. Mai dauerte. Die Verhörprotokolle sind alle von erschreckender Gleichförmigkeit. Dies legt den Schluss nahe, dass die Scharfrichter die Aussagen den Frauen Wort für Wort in den Mund legten. Oft sind diese Geständnisse so absurd, dass sie nur mit den Qualen erklärt werden können, die die Beschuldigten durchmachten. Solche Protokolle begannen mit dem Namen, Alter und Familienstand der Person. Als Nächstes wurde aufgeschrieben, aus welchem Anlass die Person der Hexerei anfällig wurde. Der nächste Punkt war, wie der böse Geist den Beschuldigten erscheint, und letztens wurden Hinweise auf Reue notiert.
Am 8. Mai 1590 setzte der Pfleger den 2. Malefizrechtstag, an dem die Frauen sterben sollten, auf Montag, den 21. Mai fest. Am 11. Mai fand auf der Burg ein großes Gelage mit dem Pfleger, den drei Scharfrichtern, dem Gerichtsschreiber und dem Garmischer Pfarrer statt. Den Frauen stattete Jörg Abriel am 16., 17. und 18. Mai wiederholt einen Besuch ab, ob die Verurteilten bei ihren Aussagen blieben. Alle neun Frauen blieben dabei, sie wollten wohl lieber sterben, als nochmals der Folter ausgesetzt zu werden. Auch diesmal sollten die Frauen lebendig verbrannt werden. In der Nacht zum 21. Mai ging ein starker Gewitterschauer nieder, der den Scheiterhaufen völlig durchnässte. Einer der Scharfrichter erklärte daraufhin, dass ein Lebendigverbrennen nicht möglich sei. Daraufhin ordnete der Pfleger an, die Frauen vor dem Verbrennen zu erdrosseln.

### 3. Malefizrechtstag
Der Kerker auf der Burg blieb nicht lange leer. Am 23. Mai 1590 ließ der Pfleger neun weitere Beschuldigte einkerkern. Sofort begannen die im Lande gebliebenen Hexenfinder Meister Christoph und Jung-Meister Jakob von Biberach mit der peinlichen Befragung. Die Garmischerin Agnes Plöcker war zur Freude der Scharfrichter sehr geständig und beschuldigte viele Frauen, die später hingerichtet wurden. Bis zum 31. Mai wurden drei weitere Frauen eingekerkert. Am 5. Juni berichtete Pfleger Poißl an die Regierung in Freising, dass zwölf Hexen und Zauberinnen von den Biberacher Hexenfindern festgestellt worden waren. Da drei davon schwanger waren, wurden für den am 18. Juni festgelegten 3. Malefizrechtstag neun Frauen zum Tode verurteilt. Diese erwürgten die Scharfrichter und ihre Helfer ebenfalls erst, bevor sie sie verbrannten.

### 4. Malefizrechtstag
In einem Bericht vom 7. Juli 1590 setzte Pfleger Poißl für zehn weitere Frauen den 4. Malefizrechtstag auf den 23. Juli 1590 fest. In diesem Schreiben kommt zum ersten Mal Angst zum Vorschein, dass ihm diese Sache aus dem Ruder laufe: „Die Sache zieht sich leider in die Länge und sieht gar keinem Aufhören gleich.“
Am 9. Juli besuchte der Pfarrer die Verurteilten und eröffnete ihnen das Todesurteil. An diesem 4. Malefizrechtstag vollzog der Scharfrichter aus Hall in Tirol das Urteil. Auch diesmal erwürgten die Schergen des Scharfrichters zuerst die Frauen, ehe sie verbrannt wurden. Eine der Verurteilten rief noch auf der Richtstatt den Zuschauern zu: „Ihr frommen Weiber, fliegt über alle Berge, denn wer von euch dem Züchtiger in die Hände fällt und an die strenge Marter kommt, die muss sterben!“ Auch wuchsen das Misstrauen und die Zweifel in der Bevölkerung. Viele sagten schon: „Es geschehe den kleinen Leuten nicht recht, da schon so viel hingerichtet wurden, und noch so viele hingerichtet werden sollen.“

### 5. Malefizrechtstag
Trotz aller Bedenken ging die Hexenverfolgung weiter. Noch am gleichen Tag, an dem der 4. Malefizrechtstag stattfand, ließ der Pfleger eine weitere Frau verhaften. Schon seit mehreren Wochen war Simon Kembscher eingekerkert. Unter Folter gab er nicht nur zu, mit dem Teufel im Bunde zu sein, zusätzlich gestand er dabei mehrere Morde und Raubüberfälle. Am 27. und 28. Juli peinigten die Folterknechte die 80-jährige Anna Schlamp aus Garmisch, die bald darauf im Gefängnis starb. Der 5. Malefizrechtstag wurde für Montag, den 20. August 1590, festgesetzt. An diesem Tag sollten vier verurteilte Frauen und Simon Kembscher, der einzige verurteilte Mann im Verlauf der Hexenprozesse, sterben. Ursula Prandner aus Mittenwald war 94 und die Bettlerin Anna Wideman 84 Jahre alt. Da die Scharfrichter Simon Kembscher als Mörder und Hexer verurteilten, räderten die Henker ihn zuerst, bevor er verbrannt wurde. Am gleichen Tag verbrannten die Henker die vier Frauen bei lebendigem Leibe.

### 6. Malefizrechtstag
Langsam gerieten wegen Geld- und Getreidemangel die Prozesse ins Stocken. Gleichwohl wurden in den nächsten Wochen neun weitere Frauen eingekerkert und gefoltert. Der Pfleger meldete der Regierung in Freising den 1. Oktober 1590 als Malefizrechtstag, an dem die Verurteilten hingerichtet werden sollten. Alle neun Personen verbrannte der Scharfrichter am 6. Malefizrechtstag auf dem Scheiterhaufen bei lebendigem Leibe.

### 7. Malefizrechtstag
Fast der gesamte Oktober 1590 verlief relativ ruhig. Erst als der Scharfrichter Jörg Abriel mit seinem Sohn im Werdenfelser Land Station machte, bekam die Hexenverfolgung neue Impulse. Ein Grund dafür war sicherlich die Anweisung des Kurfürsten Ernst von Köln, Bischof von Freising, Lüttich und Münster, weiterhin gegen zauberische Personen vorzugehen. Am 17. Dezember hätte die Hinrichtung von drei Frauen stattfinden sollen. Der Termin wurde jedoch abgesetzt, da eine der Verurteilten, Anna Windegger aus Partenkirchen, schwanger war. Ungeachtet ihres Alters von 57 Jahren gab Barbara Feurerer ebenfalls vor, schwanger zu sein.
Im Kerker brachte Anna Windegger Ende Februar 1591 einen Sohn zur Welt, der einige Wochen später im Haus seines Vaters verstarb. Dieser, Georg Windegger, hatte vorher noch ein Gnadengesuch nach Freising geschickt, in dem er um die Freilassung seiner Frau bat. Er bot sich an, an ihrer Stelle die Strafen zu erdulden. Die nächsten drei Monate bescherten den eingekerkerten Frauen eine ungewöhnliche Ruhepause. Am 11. Juli 1591 begann erneut das Foltern. Am 15. Juli befanden sich noch acht Frauen im Gefängnis. Dem Pfleger Poißl schlug von Seiten der Bevölkerung der blanke Hass entgegen; auch Morddrohungen musste er über sich ergehen lassen, wie er seinen Vorgesetzten in Freising schilderte. Im Sommer gebar Maria Schlamp im Kerker Zwillinge, die ebenfalls wenig später zu Hause beim Vater starben.
Poißl legte den 7. und letzten Malefizrechtstag auf den 4. November fest, dieser wurde aus unbekannten Gründen um einen Tag verschoben. Am 5. November mussten drei Frauen sterben; sie wurden bei lebendigem Leibe verbrannt. Die aus Farchant stammende Maria Windegger war mit ihren etwa 30 Jahren die jüngste aller hier wegen Hexerei hingerichteten Frauen.

### Ende der Hexenprozesse
Nachdem in der Bevölkerung die Angst vor Denunziation und Verfolgung immer größer geworden war und die Verfolgung auch angesehene Familien erreicht hatte, wuchs der Hass auf den Pfleger Poißl. Bereits im November 1590 wurde Poißls Ehefrau Benigna von Gumppenberg von der Hebamme Brigitta Kätzler auf der Streckbank der Hexerei bezichtigt, was jedoch zu keiner Anklage führte. Bei ihrer Hinrichtung am 5. November 1591 widerrief sie ihr Geständnis und bezeichnete sogar den anwesenden Pfleger als "Puhl-Teufel". Einige Ehemänner der inhaftierten Frauen, wie Bernhard Kätzler beklagten sich bei der Regierung in Freising über das Vorgehen des Pflegers und setzten sich für die Freilassung ihrer Frauen ein. Im Januar 1592 trug Poißl der Regierung seine Befürchtung vor, dass ein Großteil aller Frauen in der Grafschaft in den Verdacht der Hexerei geraten würden, falls man allen Denunziationen nachginge! Und er setzte sich für die Freilassung der noch inhaftierten Frauen ein. 
Dennoch blieben Maria Schorn, Maria Schlamp, Anna Arnold, Felicitas Frelich und Margarethe Rösch in Haft und wurden peinlich befragt (gefoltert). Im Juli 1592 wurden Maria Schlamp nach eineinhalb Jahren Haft entlassen, sowie Felicitas Frelich und Margarethe Rösch, weil sie auch unter Folter keine Schuld gestanden hatten. Anna Arnold, die an Epilepsie (Fallsucht) litt und schwanger war, wurde zunächst entlassen aber im November 1592 wieder inhaftiert und gefoltert und schließlich hochschwanger zu Hause inhaftiert. Nur die seit 1590 eingekerkerte Maria Schorn, die schon dreimal zum Tode verurteilt worden war und zweimal ihr Geständnis öffentlich widerrufen hatte und beim dritten Mal schwanger war und deshalb nicht hingerichtet worden war, wurde zu lebenslanger Kerkerhaft verurteilt. Im Sommer 1596 wurde einem Gnadengesuch ihres Mannes stattgegeben und sie durfte nach sechs Jahren den Kerker verlassen.
Poißls Frau, die ihre Krankheit als Werk der Hexen betrachtete, starb am 5. Juli 1592. Der Pfleger Kaspar Poißl starb 1598 und der Schongauer Scharfrichter Jörg Abriel 1605 in München. 1607 flackerte der Hexenwahn in Garmisch noch einmal kurz auf. Aber die Regierung in Freising gab Anweisung, zwei Fälle von möglicher Hexerei nicht weiter zu verfolgen.

## Liste aller 51 hingerichteten bzw. in der Haft umgekommenen Opfer der Hexenprozesse
| Name                         | geboren                   | Wohnhaft      | Familienstand | Nachkommen                                                              | gestorben                                                     | Anmerkungen                                                                          |
| ---------------------------- | ------------------------- | ------------- | ------------- | ----------------------------------------------------------------------- | ------------------------------------------------------------- | ------------------------------------------------------------------------------------ |
| Achrainer Barbara            | um 1550 in Garmisch       | Garmisch      | verwitwet     | mindestens fünf Kinder                                                  | 5. Feb. 1590 1. Malefizrechtstag lebendig verbrannt           | Mutter: Schlamp Elisabeth (Hexe) Schwester: Schlamp Apollonia (Hexe)                 |
| Feurerer Barbara             | um 1533                   | Garmisch      | verheiratet   | fünf Kinder                                                             | 5. Nov. 1591 7. Malefizrechtstag erwürgt und dann verbrannt   |                                                                                      |
| Gäb Dorothea                 | um 1525                   | Mittenwald    | verheiratet   | mindestens ein Kind                                                     | 23. Juli 1590 4. Malefizrechtstag erwürgt und dann verbrannt  |                                                                                      |
| Gänsler Anna                 | um 1539                   | Garmisch      | verheiratet   | mindestens zwei Kinder                                                  | 18. Juni 1590 3. Malefizrechtstag erwürgt und dann verbrannt  |                                                                                      |
| Gänsler Barbara              | um 1520                   | Garmisch      | verwitwet     |                                                                         | 21. Mai 1590 2. Malefizrechtstag erwürgt und dann verbrannt   |                                                                                      |
| Gättinger Magdalena          | um 1533                   | Wamberg       | verheiratet   | mindestens eine Tochter                                                 | 21. Mai 1590 2. Malefizrechtstag erwürgt und dann verbrannt   |                                                                                      |
| Gättinger Margarethe         | um 1529                   | Hammersbach   | verheiratet   |                                                                         | 21. Dez. 1589 erhängte sich selbst                            |                                                                                      |
| Grasegger Barbara            | um 1530                   | Hintergraseck | verheiratet   | mindestens fünf Kinder                                                  | 23. Juli 1590 4. Malefizrechtstag erwürgt und dann verbrannt  | Mutter: Schlamp Anna (Hexe) Schwester:Ningedult Barbara (Hexe)                       |
| Gugg Barbara                 | um 1532                   | Mittenwald    | verwitwet     | vier Kinder                                                             | 1. Okt. 1590 6. Malefizrechtstag lebendig verbrannt           |                                                                                      |
| Hibler Margarethe            | um 1540                   | Vodergraseck  | verheiratet   | mindestens acht Kinder                                                  | 18. Juni 1590 3. Malefizrechtstag erwürgt und dann verbrannt  |                                                                                      |
| Jungholzer Barbara           | um 1555                   | Garmisch      | ledig         | keine Kinder                                                            | 23. Juli 1590 4. Malefizrechtstag erwürgt und dann verbrannt  |                                                                                      |
| Kätzler Brigitta             | um 1528                   | Garmisch      | verheiratet   | mindestens drei Kinder                                                  | 5. Nov. 1591 7. Malefizrechtstag erwürgt und dann verbrannt   | Beruf: Hebamme                                                                       |
| Kembscher Katharina          | um 1534                   | Wamberg       | verheiratet   | mindestens neun Kinder und ein Enkel                                    | 21. Mai 1590 2. Malefizrechtstag erwürgt und dann verbrannt   | Mann: Kembscher Simon (Hexer)                                                        |
| Kembscher Simon zum Saurbaur | um 1532                   | Wamberg       | verheiratet   | mindestens neun Kinder und ein Enkel                                    | 20. Aug. 1590 5. Malefizrechtstag gerädert und dann verbrannt | Einzig verurteilter Mann, gestand auch einige Morde Frau: Kembscher Katharina (Hexe) |
| Klöck Margarethe             | um 1550                   | Obergrainau   | verheiratet   | vier Kinder und drei Enkel                                              | 21. Mai 1590 2. Malefizrechtstag erwürgt und dann verbrannt   |                                                                                      |
| Klöck Margarethe             | um 1524                   | Hammersbach   | verheiratet   | vier Kinder, sechs Enkel, acht Urenkel                                  | 18. Juni 1590 3. Malefizrechtstag erwürgt und dann verbrannt  |                                                                                      |
| Klöck Ursula                 | um 1535 in Elmen in Tirol | Obergrainau   | verheiratet   | fünf Kinder, drei Enkel                                                 | 5. Feb. 1590 1. Malefizrechtstag lebendig verbrannt           |                                                                                      |
| Knilling Anna                | um 1548                   | Garmisch      | verheiratet   | mindestens sieben Kinder                                                | 23. Juli 1590 4. Malefizrechtstag erwürgt und dann verbrannt  |                                                                                      |
| Knilling Margarethe          | um 1534                   | Partenkirchen | verheiratet   | mindestens fünf Kinder, zwei Enkel                                      | 21. Mai 1590 2. Malefizrechtstag erwürgt und dann verbrannt   |                                                                                      |
| Krin Rosina                  | um 1558                   | Farchant      | verheiratet   | drei Kinder, eine Enkelin                                               | 1. Okt. 1590 6. Malefizrechtstag lebendig verbrannt           |                                                                                      |
| Lidl Anna                    | um 1550                   | Garmisch      | verheiratet   |                                                                         | 21. Mai 1590 2. Malefizrechtstag erwürgt und dann verbrannt   |                                                                                      |
| Lidl Apollonia               | um 1520                   | Garmisch      | verwitwet     | zwei Töchter                                                            | 18. Juni 1590 3. Malefizrechtstag erwürgt und dann verbrannt  |                                                                                      |
| Loipold Agathe               | um 1550                   | Garmisch      | verheiratet   | mindestens einen Sohn                                                   | 18. Juni 1590 3. Malefizrechtstag erwürgt und dann verbrannt  |                                                                                      |
| Mayr Barbara                 | um 1530                   | Garmisch      | verheiratet   | mindestens zwölf Kinder                                                 | 23. Juli 1590 4. Malefizrechtstag erwürgt und dann verbrannt  |                                                                                      |
| Möltzer Ursula               | um 1520                   | Garmisch      | verwitwet     | drei Kinder                                                             | 1. Okt. 1590 6. Malefizrechtstag lebendig verbrannt           |                                                                                      |
| Ningedult Barbara            | um 1536                   | Partenkirchen | verheiratet   | mindestens vier Kinder, eine Enkelin                                    | 1. Okt. 1590 6. Malefizrechtstag lebendig verbrannt           | Mutter: Schlamp Anna (Hexe) Schwester: Grasegger Barbara (Hexe)                      |
| Noll Uhliana                 | um 1560                   | Mittenwald    | verheiratet   | mindestens ein Kind                                                     | 23. Juli 1590 4. Malefizrechtstag erwürgt und dann verbrannt  |                                                                                      |
| Part Anna                    | um 1520                   | Partenkirchen | verwitwet     | mindestens einen Sohn                                                   | 18. Juni 1590 3. Malefizrechtstag erwürgt und dann verbrannt  |                                                                                      |
| Plöcker Agnes                | um 1540                   | Garmisch      | verheiratet   | mindestens sieben Kinder, zwei Enkel                                    | 18. Juni 1590 3. Malefizrechtstag erwürgt und dann verbrannt  |                                                                                      |
| Prandner Ursula              | um 1496                   | Mittenwald    | verwitwet     |                                                                         | 20. Aug. 1590 5. Malefizrechtstag lebendig verbrannt          |                                                                                      |
| Püschl Elisabeth             | um 1545                   | Garmisch      | verheiratet   | mindestens fünf Kinder                                                  | 23. Juli 1590 4. Malefizrechtstag erwürgt und dann verbrannt  |                                                                                      |
| Reiser Margarethe            | um 1520                   | Garmisch      | verwitwet     | mindestens zwei Kinder und eine Enkelin                                 | 18. Juni 1590 3. Malefizrechtstag erwürgt und dann verbrannt  |                                                                                      |
| Sailer Barbara               | um 1524                   | Mittenwald    | verwitwet     | mindestens drei Kinder, zwei Enkel                                      | 23. Juli 1590 4. Malefizrechtstag erwürgt und dann verbrannt  |                                                                                      |
| Schenich Anna                | um 1540                   | Garmisch      | verheiratet   | mindestens drei Kinder, zwei Enkel                                      | 23. Juli 1590 4. Malefizrechtstag erwürgt und dann verbrannt  |                                                                                      |
| Schlamp Anna                 | um 1510                   | Garmisch      | verwitwet     | drei Kinder                                                             | 28. Juli 1590 im Gefängnis verstorben                         | Tochter: Grasegger Barbara (Hexe) Tochter: Ningedult Barbara (Hexe)                  |
| Schlamp Apollonia            | um 1545                   | Garmisch      | ledig         |                                                                         | 5. Feb. 1590 1. Malefizrechtstag lebendig verbrannt           | Mutter: Schlamp Elisabeth (Hexe) Schwester: Achrainer Barbara (Hexe)                 |
| Schlamp Elisabeth            | um 1510                   | Garmisch      | verwitwet     |                                                                         | 5. Feb. 1590 1. Malefizrechtstag lebendig verbrannt           | Tochter: Schlamp Apollonia (Hexe) Tochter: Achrainer Barbara (Hexe)                  |
| Schmidt Katharina            | um 1550                   | Garmisch      | verheiratet   | mindestens sechs Kinder, elf Enkel                                      | 20. Aug. 1590 5. Malefizrechtstag lebendig verbrannt          |                                                                                      |
| Schorn Veronika              | um 1538                   | Garmisch      | verwitwet     | mindestens sieben Kinder, 15 Enkel                                      | 1. Okt. 1590 6. Malefizrechtstag lebendig verbrannt           |                                                                                      |
| Schwarz Katharina            | um 1510                   | Garmisch      | verwitwet     | mindestens zwei Kinder                                                  | 21. Mai 1590 2. Malefizrechtstag erwürgt und dann verbrannt   |                                                                                      |
| Strobl Anna                  | um 1519                   | Grainau       | verheiratet   | sechs Kinder und dreißig Enkel                                          | 1. Okt. 1590 6. Malefizrechtstag lebendig verbrannt           |                                                                                      |
| Thurn Ursula                 | um 1518                   | Partenkirchen | verwitwet     | mindestens drei Kinder, ein Enkel                                       | 23. Juli 1590 4. Malefizrechtstag erwürgt und dann verbrannt  |                                                                                      |
| Veit Katharina               | um 1518                   | Mittenwald    | verheiratet   |                                                                         | 20. Aug. 1590 5. Malefizrechtstag lebendig verbrannt          |                                                                                      |
| Völckl Apollonia             | um 1543                   | Partenkirchen | verwitwet     | drei Kinder                                                             | 1. Okt. 1590 6. Malefizrechtstag lebendig verbrannt           |                                                                                      |
| Völckl Margarethe            | um 1546                   | Partenkirchen | verheiratet   | mindestens eine Tochter                                                 | 1. Okt. 1590 6. Malefizrechtstag lebendig verbrannt           |                                                                                      |
| Walser Brigitta              | um 1540                   | Garmisch      | verheiratet   | ein Kind, als Säugling verstorben                                       | 21. Mai 1590 2. Malefizrechtstag erwürgt und dann verbrannt   |                                                                                      |
| Widemann Anna                | um 1506                   | Garmisch      | verwitwet     | mindestens ein lediges Kind                                             | 20. Aug. 1590 5. Malefizrechtstag lebendig verbrannt          |                                                                                      |
| Windegger Anna               | um 1561 in Farchant       | Partenkirchen | verheiratet   | vier Kinder, eines davon im Kerker geboren, wenig später aber gestorben | 5. Nov. 1591 7. Malefizrechtstag erwürgt und dann verbrannt   |                                                                                      |
| Wolfhart Margarethe          | um 1550                   | Garmisch      | verwitwet     | mindestens zwei Kinder                                                  | 21. Mai 1590 2. Malefizrechtstag erwürgt und dann verbrannt   |                                                                                      |
| Zobl Anna                    | um 1544                   | Garmisch      | verheiratet   | vier Kinder                                                             | 1. Okt. 1590 6. Malefizrechtstag lebendig verbrannt           |                                                                                      |
| Zott Dorothea                | um 1545                   | Mittenwald    | ledig         |                                                                         | 18. Juni 1590 3. Malefizrechtstag erwürgt und dann verbrannt  | Beruf: Sennerin                                                                      |